# 西巒大山
西巒大山（布農語：Ludun hunul，Utava），也稱巒大山，位於臺灣南投縣信義鄉雙龍村，為台灣知名山峰，標高3,081公尺，山頂有森林三角點。西巒大山被評選為台灣百岳之一，高度排名第91，也是七峭之一。

## 命名
「巒大」一名來自布農族巒社群的祖居地——巒大社，該部落位於濁水溪上源支流的郡大溪與巒大溪流域。
西巒大山位於巒大社的西側。為了與郡大溪、巒大社東側的東巒大山區別，將「巒大山」冠稱「西」成為「西巒大山」。
邢天正的《台灣高山明細表》記錄巒大山的別稱為阿洛瓦山，原意是「螞蟻窩」，但林文安認為阿洛瓦山指的是清水山。

## 地理
西巒大山屬於玉山山脈北端的郡大山列，為該山列第一座超過海拔三千公尺的山峰，北側連接治茆山，南側連接金子山、清水山、郡大山、遠方連至玉山，西側為陳有蘭溪溪谷，東側隔著郡大溪溪谷與中央山脈東郡山彙北側的東巒大山對望。

## 地質
與郡大山列相同，由西至東依序有十八重溪層、達見砂岩、玉山主山層、佳陽層，均為古近紀地層。

## 生態

### 植物
西巒大山的原始林相多樣，有栲屬、櫟屬、柯屬、烏心石、樟屬、孟宗竹、箭竹、紅檜、扁柏、巒大杉、紅豆杉、鐵杉、雲杉等等。林業開發後，多植人造柳杉。
日本植物學家早田文藏、博物學家森丑之助、臺灣總督府技師稻村時衛於1908年來到巒大山區採集植物，命名了許多臺灣特有植物，如巒大杉、巒大秋海棠、巒大越橘、巒大紫珠、巒大花楸、巒大雀梅藤等等，其中除了巒大杉以外，種小名均為「randaiensis」。
此外，人倫工作站（巒安堂）曾經是牡丹花的培育基地。

### 動物
哺乳類有山羊、山羌、水鹿等；鳥類可見藍腹鷴、台灣山鷓鴣、台灣噪眉、小卷尾、台灣紫嘯鶇。目前西巒大山以東的郡大溪流域屬於丹大野生動物重要棲息環境。

## 林業
日治時期，巒大山區域先後吸引民營伐木業者「鹿島組」、「藤田組」、「櫻井組」開發。戰後由林務局接收，擴展成為巒大山林場以及巒大林區管理處所轄之巒大事業區。

## 登山

### 歷史紀錄
日治時期的首登紀錄在1908年（明治41年）2月，臺灣總督府伊藤太右衛門等人進行森林調查，並完成首登。1962年（民國51年）6月17日，謝永和、林文安、蔡景璋、沈送來、陳銅、李德芳與東埔原住民史進等揹夫，由郡坑溪口入山，經巒大山林場的集材場、索道站，夜宿海拔約2400公尺的第三號工寮，翌日10時登頂。

### 舊路線
1980年代以前，巒大山林場伐木業發達，有運材用的人倫林道從陳有蘭溪橋入口沿著西巒大山西北稜線蜿蜒而上，直到37.6K、西巒大山東側、海拔約2600公尺的舊人倫工作站。因此當時的登山客可以開車至舊人倫工作站，再從土地公廟巒安堂旁邊的登山口上攀，輕鬆登頂西巒大山，來回僅需一、兩個小時，十分方便。然而歷經九二一大地震與賀伯、桃芝等颱風摧殘後，人倫林道20K以後的路段已經坍方中斷，此路線已經不可行。

### 主流路線
2002年出現一條新的主流攀登路線，它以人倫林道17.1K處新人倫工作站（有水源）的閘門作為起點，沿著西巒大山的西北稜線一路上攀，途經一處森林營地、一處瞭望台營地（瞭望台已倒塌）、2830峰後登頂。此路線全程約7.4公里，高程差1500公尺，來回須十小時左右。由於路程遙遠，如果採取單攻（單日往返）的話，對體力要求很大，所以山友常用華語諧音「膝軟」或台語諧音「失戀」（sit-loân）、「死人」（sí-lâng）來戲稱西巒大山。

### 經治茆山的新路線
近年來又出現另一種「懷古」登山路徑，可以順便拜訪巒安堂與治茆山。從濁水溪上游南岸的雙龍部落起攀，循雙龍林道走至尾端，橫切到人倫林道45K處、治茆山與西巒大山鞍部的停機坪（有水源，此處也是前往治茆山的叉路）。之後，沿著人倫林道前往37.6K的巒安堂，走舊路徑登頂西巒大山，再沿傳統路線下山。此路線通常需要2–3天。

### 書目
- 楊建夫. . 遠足文化. 2001. ISBN 957-30493-6-8.
- 連鋒宗. . 上河文化. 2007. ISBN 978-986-7342-25-6.

## 外部連結
- 上河文化 西巒大山布程示意圖 （页面存档备份，存于）
- 上河文化 西巒大山高差示意圖 （页面存档备份，存于）
- 國土測繪圖資服務雲